# Tullio Regge
Tullio Eugenio Regge (italsky ˈtulljo ˈrɛddʒe; 11. července 1931 – 23. října 2014) byl italský teoretický fyzik.

## Život
V roce 1952 získal pod vedením Maria Verdeho a Gleba Wataghina na univerzitě v Turíně laureát z fyziky. V roce 1957 pak pod vedením Roberta Marshaka získal titul Ph.D. ve fyzice. V letech 1958–1959 působil ve Fyzikálním ústavu Maxe Plancka, kde pracoval s Wernerem Heisenbergem. V roce 1961 byl jmenován předsedou oddělení relativity na turínské univerzitě. Od roku 1965 do roku 1979 byl také v Institutu pro pokročilé studium. Byl emeritním profesorem na polytechnické univerzitě v Turíně a jako hostující vědec přispíval do organizace CERN. Zemřel dne 23. října 2014. Byl ženatý s Rosannou Cesterovou, fyzičkou, se kterou měl tři děti: Danielu, Martu a Annu.
V roce 1959 Regge objevil matematickou vlastnost potenciálního rozptylu v Schrödingerově rovnici. Jeho formulace je známa jako Reggeova teorie.
Na začátku 60. let Regge představil Reggeův kalkul, zjednodušenou formulaci obecné relativity. V roce 1968 on a G. Ponzano přišli na kvantovou verzi Reggeova počtu ve třech časoprostorových dimenzích, nyní známých jako model Ponzano-Regge.

## Vyznamenání
V roce 1964 získal cenu Dannieho Heinemana za matematickou fyziku, v roce 1968 pak Cenu Città di Como, v roce 1979 Cenu Alberta Einsteina a v roce 1987 medaili Cecila Powella.
V roce 1989 byl jako kandidát Italské komunistické strany zvolen do Evropského parlamentu, zde působil až do roku 1994. Působil jako prezident sekce turínské sekce asociace v prevenci handicapů (AIRH).
V roce 1996 obdržel Diracovu medaili, o rok později cenu Marcela Grossmana a v roce 2001 Pomerančukovu cenu. Byl po něm pojmenován asteroid 3778 Regge.